# Gamma Arae
Gamma Arae (γ Ara / γ Arae) è una stella supergigante azzurra di magnitudine 3,31 situata nella costellazione dell'Altare. Dista 1140 anni luce dal sistema solare.

## Osservazione
Si tratta di una stella situata nell'emisfero celeste australe. La sua posizione è fortemente australe e ciò comporta che la stella sia osservabile prevalentemente dall'emisfero sud, dove si presenta circumpolare anche da gran parte delle regioni temperate; dall'emisfero nord la sua visibilità è invece limitata alle regioni temperate inferiori e alla fascia tropicale. Essendo di magnitudine 3,3, la si può osservare anche dai piccoli centri urbani senza difficoltà, sebbene un cielo non eccessivamente inquinato sia maggiormente indicato per la sua individuazione.
Il periodo migliore per la sua osservazione nel cielo serale ricade nei mesi compresi fra maggio e settembre; nell'emisfero sud è visibile anche per gran parte della primavera, grazie alla declinazione boreale della stella, mentre nell'emisfero sud può essere osservata limitatamente durante i mesi estivi boreali.

## Caratteristiche fisiche
La stella è una supergigante blu di tipo spettrale B1Ib, dove la "b" indica che è del tipo di supergiganti un po' meno luminose, rispetto alle supergiganti di tipo "a".
Di massa oltre 12 volte quella solare, è ancora una calda stella di classe B di sequenza principale, ma come per tutte le stelle di questa massa la sua vita è relativamente breve, con un'età stimata di 15 milioni di anni circa non tarderà molto ad evolvere nello stadio di gigante e, vista la massa a terminare la propria esistenza esplodendo in una supernova.

## Possibile sistema stellare
Gamma Arae ha due stelle apparentemente vicine ad essa: la componente B è di magnitudine 10,5, separata da 17,9 secondi d'arco da A e con angolo di posizione di 328 gradi. La componente C è di magnitudine 12,0, separata da 41,6 secondi d'arco da A e con angolo di posizione di 066 gradi. Mentre la più lontana non pare legata fisicamente alla principale, la stella più vicina, stella di classe A7, potrebbe invece costituire un sistema binario con la principale. Se così fosse, il periodo orbitale della compagna sarebbe lungo 135 000 anni, ad una distanza media di circa 6200 UA dalla primaria, che a quella distanza brillerebbe, vista da B, come 130 lune piene.